# Francisco Antonio Salcedo
Pour les articles homonymes, voir Salcedo.
Francisco Antonio Salcedo (originaire de Moca) fut un héros de la guerre d'indépendance de la République dominicaine et de la guerre contre Haïti.
Il a combattu avec le général José María Imbert et Fernando Valerio lors de la bataille du 30 mars 1844 à Santiago.
Lors de la bataille de la sabana de Beller, le 27 octobre 1845, il commandait les troupes du nord-ouest qui ont vaincu les haïtiens retranchés dans un fortin appelé l'invincible, situé à la frontière des deux pays.
Il a été gouverneur de la province de Santiago pendant la présidence de Pedro Santana.
Ensuite, lors de la première et de la seconde administration du président Buenaventura Báez, il a été chef d'état-major et commandant des forces armées.
Son nom a été donné à la ville de Salcedo.